# Бэппу, Фумиюки
Фумиюки Бэппу (яп.  別府史之; род. 10 апреля 1983, Тигасаки, префектура Канагава, Япония) — японский профессиональный шоссейный велогонщик, выступающий с 2020 года за команду «Nippo–Delko–One Provence». Чемпион Азии в групповой гонке 2008 года. Пятикратный Чемпион Японии по шоссейному велоспорту.

## Достижения
2000
1-й  — Чемпион Японии — индивидуальная гонка (юниоры)
2001
1-й  — Чемпион Азии — групповая гонка (юниоры)
1-й  — Чемпион Японии — индивидуальная гонка (юниоры)
2003
1-й  — Чемпион Японии — групповая гонка (U-23)
1-й — этап 1 Джиро Валле д`Аоста
2004
1-й — этап 1 Джиро Валле д`Аоста
1-й  — Ronde de l'Isard — Горная классификация
2006
Чемпионат Японии
1-й  — Чемпион Японии — групповая гонка
1-й  — Чемпион Японии — индивидуальная гонка
2007
10-й — Три дня Западной Фландрии — Генеральная классификация
2008
1-й  — Чемпион Азии — групповая гонка
2009
1-й  — Рут-дю-Сюд — Горная классификация
 — Приз самому агрессивному гонщику — этап 21 Тур де Франс
2010
4-й — Шатору - Классик де л'Индр
10-й — Три дня Западной Фландрии- Генеральная классификация
2011
Чемпионат Японии
1-й  — Чемпион Японии — групповая гонка
1-й  — Чемпион Японии — индивидуальная гонка
6-й — Гран-при Исберга
8-й — Гран-при Плуэ
2012
1-й — этап 2 (КГ) Энеко Тур
2-й — Кубок Японии — Критериум
2013
5-й — Кубок Японии — Критериум
2014
1-й  — Чемпион Японии — индивидуальная гонка
4-й — Летние Азиатские игры — индивидуальная гонка
2015
1-й — Кубок Японии — Критериум
2016
1-й — Кубок Японии — Критериум
1-й  — Чемпионат Азии — групповая гонка
 — Приз самому агрессивному гонщику — этап 18 Вуэльта Испании
2017
2-й — Чемпионат Японии — групповая гонка

### Гранд-туры
| Гонка           | 2009 | 2010 | 2011 | 2012 | 2013 | 2014 | 2015 | 2016 | 2017 |
| --------------- | ---- | ---- | ---- | ---- | ---- | ---- | ---- | ---- | ---- |
| Джиро д'Италия  | —    | —    | 66   | 121  | —    | 82   | 117  | —    | —    |
| Тур де Франс    | 109  | —    | —    | —    | —    | —    | —    | —    | —    |
| Вуэльта Испании | —    | —    | —    | —    | —    | —    | —    | 120  | —    |

| —  | Не участвовал  |
| НФ | Не финишировал |